# سید شمس‌الدین یزدی
سید شمس الدین محمد حسینی یزدی دیوان‌سالار، مورخ، قاضی القضات، نقیب، دانشمند دینی، عارف، سیاستمدار و یکی از نام آوران تاریخ شهر یزد، فرزند ارشد قاضی القضات سید رکن‌الدین یزدی و داماد وزیر سرشناس ایرانی خواجه رشیدالدین فضل‌الله طبیب همدانی است که بانی بسیاری از بناها و آثار مهم یزد و دیگر نقاط ایران می‌باشد.
همچنین وی بنیان‌گذار واقعی و راستین محلهٔ چهار منار یزد (کوی بهروک) می‌باشد

## نسب سید
سید شمس الدین فرزند سید رکن‌الدین یزدی. پدر، از سادات عُریضی یا از سادات حسینی و محترم شهر است که در دوران کودکی و نوجوانی در یزد می‌زیسته است.

## ماجرای قتل تاجر مسیحی
سید رکن الدین پدر سید شمس الدین به دلیل آبادی بناهای یزد و مخصوصاً مدرسه‌ای که در نزدیکی مدرسهٔ محمود شاهی احداث می‌کرده مورد حسد اتابک یوسف شاه حاکم یزد قرار می‌گیرد، زیرا مدرسهٔ محمود شاهی از آثار اجداد اتابک بوده و با اقدامات سید رکن الدین به حاشیه می‌رفته است، از قضا در همان ایّام تاجری مسیحی با گروهی از همراهان از سرزمینی مسیحی‌نشین به یزد آمده و در محلهٔ فهادان سکنی می‌گیرد و باغی بسیار پر درخت و تاک شده می‌سازد و در اهرستان باغی مشهور به «باغ ترسا» و آسیابی احداث می‌کند که موجب آوازه و شهرتش می‌گردد به همین دلیل در شبی عده‌ای از جیب برها و خرده دزدان به خانه‌اش می‌روند و شبانه با بی رحمی سر از بدن تاجر جدا می‌کنند و جواهرات و اموالش را به سرقت می‌برند، اتابک یوسف شاه که کینهٔ سید رکن الدین را به دل داشت قتل را بدون اثبات کردن آن به گردن سید نهاد و او را در چاه قلعهٔ خور میز به بدترین نحو و با شدیدترین شکنجه‌ها زندانی کرد و دستور داد فرزند ارشد سید رکن الدین را هم به بند بکشند و نزد او بیاورند.

## نجات از مرگ و رسیدن به افتخار
در هنگام اسارت سید رکن الدین فرزند ارشدش به نام میر شمس الدین محمد نوجوانی ۱۴ ساله یا جوانی ۲۴ ساله بود که به هنگام اسارت پدر در محلهٔ نابینایان یزد معروف به کوچه نو در در خانهٔ حاجی علی استر آبادی پنهان شده بود، در همان محله شخصی به نام خواجه علیشاه زندگی می‌کرد که مردی دین دار و متدین و عاری از گناه بود خواجه علیشاه در شبی از شب‌های جمعه پیامبر اکرم را در خواب می‌بیند در خواب پیامبر به او اشاره می‌کنند که فرزندم شمس الدین در خانه حاجی علی است. به نزد او رفته چارپایی به جهت سواری و یک هزار دینار آقچه (زر یا سیم مسکوک) به رسم خرجی به او بده که متوجه دارالسلطنهٔ تبریز گردد و پاداش آن در روز رستاخیز از من باز خواه، خواجه علیشاه در روز بعد ماجرا با حاجی علی استر آبادی در میان می‌گزارد و بعد از مدتی سید محمد را همان گونه که پیامبر فرموده بودند راهی تبریز پایتخت ایلخانان می‌کنند تا چاره‌ای برای رهایی پدرش از بند اتابک یوسف شاه پیدا کند.
در آغاز و اوان سفر بود که سید محمد به صحرایی مشهور به نه گنبد رسید که بادیه‌ای بود دور افتاده و خشک و بی آب چنان‌که که گویی سید در دوزخ است و جگرش در حال کباب شدن، در همان حالت اسفناک سید محمد از خدا طلب رهایی می‌کند و عهد می‌بندد که در صورت رهایی آن بیابان را آباد کند و دعایش مستجاب می‌شود، اندکی بعد باران شدیدی شروع به باریدن می‌کند و سید محمد از مرگ نجات می‌یابد و بعدها چنان‌که عهد کرده بود در همان صحرا قلعهٔ بلندی را احداث کرد مشتمل بر چهل خانه و حمام و مسجد و بازار و دکان و آب انبار و برج‌های عالی ساخت که دری از آهن مرغوب داشت و آن را موسوم نمود به «نه گنبد» و در چهار فرسخی نه گنبد دهی بوده به نام اهرکان، آن را خریداری نموده آب آن را در میان قلعه جاری ساخت و باغات و بوستان‌ها را احیا نموده چهل نفر را در آنجا به زندگی کردن در آن محل امر فرمود و به جهت هر یک مرسوم و مواحب مقرر داشت و دهکده و مزارع و بساتین (بوستان‌ها) خریداری کرده برآن وقف ساخت و مقرر کرد که حاصل آن‌ها صرف اطعام فقرا و ابناء السبیل (مسافری که در شهر خود بضاعت و سروسامان دارد اما در سفر بی‌چیز و تهی‌دست مانده و توانایی بازگشت به شهر خود ندارد و مستحق زکات است؛ درراه‌مانده.) گردد و بعدها اکثر این باغات و بناها را من جمله نه گنبد را وقف مدرسهٔ چهار منار (شمسیه) کرد.
سید محمد از یزد به طرف آذربایجان رهسپار شد و پس از شش روز به اوجان رسید و در منزلی در آن شهر سکنی گزید. پادشاهی امپراتوری ایران در دست مغولان و تحت سلطنت ابوسعید بهادرخان بود که در آن هنگام ابو سعید وزیری داشت به نام رشیدالدین فضل‌االله طبیب همدانی که مردی نیکو سیرت و خدا ترس بود، در شبی از شب‌ها خواجه پس از آداب فرایض و عبادات و ادای دعا و تسبیحات سر بر بالین فراغت نهاد و در عالم رؤیا پیامبر را مشاهده می‌کند که به خواجه امر می‌کند :ای غیاث الدین فرزند من شمس الدین بدین ملک آمده از حال او باز رسیده قصه او را به پادشاه ابو سعید بگوی و با خوشرفتاری از او استقبال کن، خواجه رشید الدین از شدت خوشحالی از خواب بیدار شده و مشغول عبادت می‌شود فردای آن شب خواجه دستور به جستجو سید شمس الدین داد و آن سید را در منزلی یافتند و با عزت و احترام تمام به نزد سلطان آوردند.
سلطان ابو سعید از روی لطافت و دلجویی احوال سید شمس الدین را جویا شد و سید شمس الدین با دلی پر درد شرح ماجرا را بازگو کرد و از ظلم و شقاوت اتابک یوسف شاه والی یزد گفت که جور و ستم به عرض و مال رعایا و زیردستان گشاده و سلوک او نه به طریق عدالت و نه لازمه ملک داریست، پادشاه چون سخنان آن جناب شنید و آثار صدق و صواب بر صفحات آن مقالات معاینه دید ایلچی (فرستاده) به جانب یزد روانه نمود و فرستاده پس از دستیگری افراد و نزدیکان اتابک یوسف شاه و بازپرسی جداگانهٔ هر یک از آنان، سید رکن الدین را از زندان آزاد کرد و اتباک یوسف شاه را به قلعه خور میز روانه کرد و یوسف نام ثانی نامی را به حکومت یزد گمارد و سید رکن الدین به منصب قاضی القضات شهر رسید

## شهرت سید شمس الدین و فرجام آن
در آن هنگام که سید شمس الدین محمد در تبریز اقامت داشت لیاقت و شایستگی فراوان از خود نشان داد به صورتی که پس از مدتی صاحب مقام و منصب مهمی شد و روز به روز به اعتبار و قدرتش افزوده می‌شد به‌طوری‌که امرا و شاهزادگان کامکار و پر آوزاره مطیع و زیر دست سید گشتند.
به دستور خواجه رشیدن فضل‌الله همدانی یکی از دختران یا خواهران محبوب و زیبا و محترمه خود را به عقد سید محمد درآورد و از این جهت پایه قدرت و منزلت آن سید عالیشان از ایوان کیوان در گذشت.و از آن به بعد بود که تعامل و مبادلات دو شهر تاریخی یزد و تبریز به حد اعلاء رسید و آثار زیادی از آن دوران توسط سید شمس الدین محمد و همسر مکرمه اش و رشیدالدین فضل‌الله وزیر در یزد و خصوصاً در محلهٔ چهار منار احداث گردید، «حتی زیلوهای بسیار زیبایی را جهت مسجد جامع کبیر به سفارش سید شمس الدین از تبریز به یزد می‌فرستادند» سرانجام در سال ثلث و ثلثین و سبعمائه (۷۳۳ هجری) سید شمس الدین محمد پس از گذشت یک سال از وفات پدر بزرگوارش در تبریز دیده از جهان فروبست و بدن مطهرش را از تبریز به یزد آورده و در زیر گنبد مدرسهٔ شمسیه (چهارمنار) به خاک سپردند. از سید و همسرش یک دختر به جا ماند که حرم امیر معین الدین اشرف بود، از نوادگان سیذ شمس الدین که فرزندان دختر ایشان و امیر معین الدین اشرف بودند از سه اولاد پسر در تواریخ نام برده شده است یکی امیر رکن الدین شاه حسن و دیگری امیر شرف الدین حسین و سومی هم امیر کمال الدین شاه علی، مشهورترین آنان امیر رکن الدین شاه حسن وزیر اعظم شاه شجاع مظفری بود و چنانچه در ضمن احوال پادشاه مرحوم سمت گزارش یافته به درجه بلند شهادت رسید.
در میان مردم مشهور و بر زبان خاص و عام زبانزد است که هر که در روز شنبه یا چهارشنبه بر سر مزار آن حضرت چهل مرتبه سورهٔ توحید (قل هو اللّه احد) تلاوت و قراءت نماید به مطالب دارین (دنیا و آخرت) کامیاب می‌گردد. متوطنین دارالعباده (ساکنین شهر یزد) توفیق به جهت زیارت آن جناب روز سه شنبه اختیار نموده‌اند و روغن گل زرد در آن مزار متبرک می‌سوزانند و دعا نموده به حاجت می‌رسند.